# Финал чемпионата мира по футболу 2014
Финал чемпионата мира по футболу 2014 года — финальный матч чемпионата мира 2014 года, который прошёл 13 июля 2014 года на стадионе «Маракана» в Рио-де-Жанейро, Бразилия. В матче приняли участие сборные Германии и Аргентины.
Матч начался в 16:00 по местному времени (UTC−3).
Матч закончился победой сборной Германии в дополнительное время со счётом 1:0. Победный мяч на 113-й минуте забил вышедший на замену в конце второго тайма Марио Гётце с передачи Андре Шюррле, также вышедшего на замену в первом тайме.
Президент Бразилии Дилма Русеф пригласила на матч лидеров стран БРИКС накануне начала VI саммита организации (14—16 июля). На матче присутствовали президент России Владимир Путин (страны, которая должна была принять следующий чемпионат мира) и президент ЮАР Джейкоб Зума (страны, принимавшей прошлый чемпионат мира). На матче также присутствовали главы Венгрии (Виктор Орбан), Габона (Али Бонго Ондимба), Антигуа и Барбуды (Гастон Браун), несмотря на то, что сборные этих стран не принимали участие в чемпионате мира 2014 года. На матче также присутствовали президент ФРГ Йоахим Гаук и канцлер ФРГ Ангела Меркель. 
Президент Аргентины Кристина Фернандес де Киршнер не смогла посетить матч из-за рождения внука и болезни.
На матче также присутствовали многие звёзды спорта и шоу-бизнеса, включая бывших чемпионов мира по футболу Лотара Маттеуса, Даниэля Пассареллу, Фабио Каннаваро, Пеле и многих других.

## История встреч
Всего в своей истории (до этого матча) эти две команды встречались 20 раз, в которых немцы одержали 6 побед, аргентинцы — 9, а ещё 5 матчей закончились с ничейным счётом. 6 раз команды встречались в рамках чемпионатов мира, в том числе 2 раза в финальном матче:
- Чемпионат мира по футболу 1958, Группа 1, 1-й тур:  ФРГ —  Аргентина — 3:1
- Чемпионат мира по футболу 1966, Группа 2, 2-й тур:  ФРГ —  Аргентина — 0:0
- Чемпионат мира по футболу 1986, Финал:  ФРГ —  Аргентина — 2:3
- Чемпионат мира по футболу 1990, Финал:  ФРГ —  Аргентина — 1:0
- Чемпионат мира по футболу 2006, четвертьфинал:  Германия —  Аргентина — 1:1 (пен. 4:2)
- Чемпионат мира по футболу 2010, четвертьфинал:  Германия —  Аргентина — 4:0

Последняя перед этим финалом встреча команд состоялась 15 августа 2012 года во Франкфурте-на-Майне, которая завершилась победой сборной Аргентины со счётом 3:1.

## Путь к финалу
| Поз | Команда    | И | В | Н | П | МЗ | МП | РМ | О | Квалификация     |
| --- | ---------- | - | - | - | - | -- | -- | -- | - | ---------------- |
| 1   | Германия   | 3 | 2 | 1 | 0 | 7  | 2  | +5 | 7 | Выход в плей-офф |
| 2   | США        | 3 | 1 | 1 | 1 | 4  | 4  | 0  | 4 | Выход в плей-офф |
| 3   | Португалия | 3 | 1 | 1 | 1 | 4  | 7  | −3 | 4 |                  |
| 4   | Гана       | 3 | 0 | 1 | 2 | 4  | 6  | −2 | 1 |                  |

| Поз | Команда              | И | В | Н | П | МЗ | МП | РМ | О | Квалификация     |
| --- | -------------------- | - | - | - | - | -- | -- | -- | - | ---------------- |
| 1   | Аргентина            | 3 | 3 | 0 | 0 | 6  | 3  | +3 | 9 | Выход в плей-офф |
| 2   | Нигерия              | 3 | 1 | 1 | 1 | 3  | 3  | 0  | 4 | Выход в плей-офф |
| 3   | Босния и Герцеговина | 3 | 1 | 0 | 2 | 4  | 4  | 0  | 3 |                  |
| 4   | Иран                 | 3 | 0 | 1 | 2 | 1  | 4  | −3 | 1 |                  |

## Матч

### События
Обе команды не изменили стартовые составы по сравнению с полуфиналами, однако немецкий полузащитник Сами Хедира отказался от игры во время разминки из-за травмы голени. Его заменил Кристоф Крамер, который дважды выходил на замену во время турнира. Сам Крамер получил травму головы после столкновения с Эсекьелем Гараем в штрафной, но изначально получил разрешение продолжить игру. Однако через 14 минут на 31-й минуте он упал на землю, получив сотрясение мозга, и его заменил Андре Шюррле.
Игрок сборной Аргентины Гонсало Игуаин упустил хорошую возможность в первом тайме, отправив мяч мимо ворот после ошибочного удара головой Тони Крооса. Позже в первом тайме ему не удалось забить мяч, когда он попал в офсайд после навеса Эсекьеля Лавесси с правого фланга. Германия отреагировала, когда Томас Мюллер ворвался в штрафную и срезал мяч Шюррле, который впервые совершил свой удар, но его отразил в падении аргентинский вратарь Серхио Ромеро. В конце тайма у Германии было несколько моментов, наилучший из которых — удар головой Бенедикта Хёведеса в штангу после подачи углового в компенсированное время.
Во втором тайме Лионель Месси упустил раннюю возможность, когда он пробил мимо ворот из-за штрафной площади после дальнего паса, но в оставшейся части тайма шансов было меньше. Ближе к цели был удар Тони Крооса, который пришёлся мимо на 81-й минуте. На 88-й минуте лучший бомбардир в истории сборной Германии и чемпионатов мира Мирослав Клозе был заменён на Марио Гётце. Это было последним выступлением Клозе за Германию.
В начале первой половины дополнительного времени Андре Шюррле получил пас у ворот от Гётце, но его удар с близкого расстояния остановил Ромеро. Через несколько минут Родриго Паласио навесил мимо немецких ворот после того, как форвард выпрыгнул из-за ошибки Матса Хуммельса в штрафной площади Германии.
Во втором дополнительном тайме Марио Гётце забил победный гол на 113-й минуте. Шюррле промчался мимо двух защитников слева и подал в штрафную, где Гётце принял мяч на грудь, а затем с левого фланга пробил в сетку. Он стал первым запасным, забившим победный гол на чемпионате мира, а также самым молодым игроком, забившим в финале чемпионата мира со времён другого немца Вольфганга Вебера в 1966 году. У Томаса Мюллера был шанс удвоить преимущество Германии вскоре после того, как он обошёл двух защитников, но его удар оказался неудачным.
В конце дополнительного времени Месси имел возможность сравнять счёт со штрафного в пределах голевой дистанции, но мяч пролетел высоко над перекладиной. Помимо Клозе также капитан сборной Германии Филипп Лам и ветеран-защитник Пер Мертезакер, вышедший на замену в этой игре, объявили, что финал станет их последним матчем за сборную. Вместе эти три игрока сыграли за национальную сборную 354 матча.

### Отчёт о матче
| Германия   | 1:0 (доп. вр.) | Аргентина |
| ---------- | -------------- | --------- |
| Гётце 112′ | (отчёт)        |           |

| Германия | Аргентина |

| Вр              | 1  | Мануэль Нойер        |     |      |
| Защ             | 16 | Филипп Лам (к)       |     |      |
| Защ             | 20 | Жером Боатенг        |     |      |
| Защ             | 5  | Матс Хуммельс        |     |      |
| Защ             | 4  | Бенедикт Хёведес     | 34' |      |
| ПЗ              | 23 | Кристоф Крамер       |     | 31'  |
| ПЗ              | 7  | Бастиан Швайнштайгер | 29' |      |
| ПЗ              | 13 | Томас Мюллер         |     |      |
| ПЗ              | 18 | Тони Кроос           |     |      |
| ПЗ              | 8  | Месут Озиль          |     | 120' |
| Нап             | 11 | Мирослав Клозе       |     | 88'  |
| Замены:         |    |                      |     |      |
| Нап             | 9  | Андре Шюррле         |     | 31'  |
| Нап             | 19 | Марио Гётце          |     | 88'  |
| Защ             | 17 | Пер Мертезакер       |     | 120' |
| Главный тренер: |    |                      |     |      |
| Йоахим Лёв      |    |                      |     |      |

| Вр                | 1  | Серхио Ромеро     |     |     |
| Защ               | 4  | Пабло Сабалета    |     |     |
| Защ               | 15 | Мартин Демичелис  |     |     |
| Защ               | 2  | Эсекьель Гарай    |     |     |
| Защ               | 16 | Маркос Рохо       |     |     |
| ПЗ                | 6  | Лукас Билья       |     |     |
| ПЗ                | 14 | Хавьер Маскерано  | 64' |     |
| ПЗ                | 8  | Энцо Перес        |     | 86' |
| ПЗ                | 22 | Эсекьель Лавесси  |     | 46' |
| Нап               | 10 | Лионель Месси (к) |     |     |
| Нап               | 9  | Гонсало Игуаин    |     | 78' |
| Замены:           |    |                   |     |     |
| Нап               | 20 | Серхио Агуэро     | 65' | 46' |
| Нап               | 18 | Родриго Паласио   |     | 78' |
| Нап               | 5  | Фернандо Гаго     |     | 86' |
| Главный тренер:   |    |                   |     |     |
| Алехандро Сабелья |    |                   |     |     |

| Игрок матча: Марио Гётце (Германия) Помощники судьи: Ренато Фаверани (Италия) Андреа Стефани (Италия) Резервный судья: Карлос Вера (Эквадор) Резервный судья: Кристиан Лескано (Эквадор) | Регламент матча: - 90 минут основного времени. - 30 минут дополнительного времени в случае необходимости. - Послематчевые пенальти в случае необходимости. - Двенадцать запасных в заявке каждой команды. - Три замены по ходу матча. |

### Статистика
| Показатель     | Германия | Аргентина |
| -------------- | -------- | --------- |
| Голы           | 1        | 0         |
| Удары          | 10       | 10        |
| Удары в створ  | 7        | 2         |
| Владение мячом | 60 %     | 40 %      |
| Угловые        | 5        | 3         |
| Нарушения      | 20       | 16        |
| Офсайды        | 3        | 2         |
| Сэйвы          | 2        | 6         |
| Предупреждения | 2        | 2         |
| Удаления       | 0        | 0         |

## Реакция в Бразилии
Из-за традиционного футбольного соперничества Аргентины и Бразилии бразильцы в основном поддерживали в финале Германию, несмотря на громкую победу тех над Бразилией в полуфинале со счётом 7:1, поскольку немцы проявили уважение к проигравшим хозяевам, в то время как аргентинские болельщики праздновали вылет Бразилии. Сообщается, что большинство бразильцев обрадовались тому, что их соседи не выиграли чемпионат мира на знаменитом домашнем стадионе сборной Бразилии.

## Церемонии
Церемония закрытия состоялась примерно за час сорок минут до финала. Спектакль в двух актах длился около 20 минут. В первом акте приняли участие 22 танцора самбы и множество других исполнителей, причём 32 танцора были одеты в платья, украшенные цветами 32 участвующих команд. Во втором акте прозвучали музыкальные выступления под руководством колумбийской певицы Шакиры, в том числе выступили певцы Карлиньос Браун, Вайклеф Жан, Алешандре Пирес, Ивечи Сангалу и гитарист Карлос Сантана.
Бразильская супермодель Жизель Бюндхен и Карлес Пуйоль, игрок сборной Испании, победившей в 2010 году, представили трофей чемпионата мира по футболу.
Президент Бразилии Дилма Русеф вручила трофей капитану Германии Филиппу Ламу во время церемонии награждения на трибунах. Рядом с ней во время передачи трофея был президент ФИФА Зепп Блаттер. Когда Лам поднял трофей, прозвучала заключительная часть официальной песни турнира «We Are One (Ole Ola)».

## Фотогалерея
- Команды приветствуют друг друга
- Тони Кроос (в белом) в окружении трёх соперников
- Лионель Месси (в синем) и Месут Озиль
- Родриго Паласио (в синем) не использует верный шанс для взятия ворот
- Марио Гётце забивает единственный и победный мяч
- Сборная Германии празднует гол Гётце
- Финальный свисток
- Фотосессия победителей
- Болельщики сборной Аргентины
- Болельщики сборной Германии

## Рекорды
- Победив в финале Аргентину, сборная Германии стала первой неюжноамериканской командой, выигравшей чемпионат мира, проводившийся в Америке[25].
- Марио Гётце в возрасте 22 лет и 39 дней стал самым молодым футболистом за последние 48 лет, забивавшим гол в финалах чемпионата мира[26].
- Впервые одна и та же пара команд встречается в финальном матче в третий раз.
- Финальный матч чемпионата мира 1990 года между сборными ФРГ и Аргентины закончился с таким же счётом — 1:0.
- Впервые на чемпионате мира победила команда объединённой Германии.
- Второй подряд финал чемпионат мира завершается победой одной команды в дополнительное время со счётом 1:0.

## Факты
В первом тайме полузащитник сборной Германии Кристоф Крамер получил удар по голове, в результате чего потерял ориентацию во времени и через несколько минут спросил у главного арбитра Николы Риццоли , является ли этот матч финальным. Риццоли обратил на это внимание капитана сборной Германии, и вскоре Крамер был заменён на Андре Шюррле.
Российский пранкер Виталий Здоровецкий выбежал на поле во время матча и пытался поцеловать немецкого футболиста Бенедикта Хёведеса. Он был задержан и отпущен через несколько часов после игры.